# مارک واوترس
مارک واوترس (انگلیسی: Marc Wauters؛ زادهٔ ۲۳ فوریهٔ ۱۹۶۹) دوچرخه‌سوار اهل بلژیک است.